# Флорънс (Аризона)
Вижте пояснителната страница за други значения на Флорънс.
Флорънс (на английски: Florence) е град в окръг Пинал, щата Аризона, САЩ. Флорънс е с население от 17 781 жители (2007) и обща площ от 21,5 km². Намира се на 454 m надморска височина. ЗИП кодът му е 85132, 85128, 85179, а телефонният му код е 520.